# Sigguup Nunaa
Sigguup Nunaa (též Nunavik, dánsky Svartenhuk Halvø) je neobydlený poloostrov v kraji Avannaata v Grónsku. Má rozlohu asi 4486 km2, takže se jedná o čtvrtý největší poloostrov v hlavní části Grónska (po poloostrově Nuussuaq, Jamesonově zemi a Blossevillově poloostrově). Název znamená "země čenichů".

## Geografie
Poloostrov má asi 344 km dlouhé pobřeží. Rozděluje dva významné kulturní geografické regiony Grónska: Upernavické souostroví, do kterého může být také řazen, a oblast Uummannaq na jih od něj. Od poloostrova Innerit je oddělen fjordem Sullua, od nejjižnějšího ostrova Upernavického souostroví s názvem Qalipakoq ho odděluje průliv Tupersussat. Poloostrov je hornatý, částečně zaledněné jsou však pouze jeho nejsevernější části, a to ne přímo Grónským ledovcem. Nejvyšší vrchol se jmenuje Naajap Qaqqaa (dánsky Mågefjeld) a měří 1070 m, další hory a kopce na poloostrově se jmenují Tarqassoq (251 m), Iviangernat (331 m), Kuugaartorfik (355 m), Aputituut Qaqqaat (619 m) a Ippiup Qaqqaa (861 m). Na samotném poloostrově nejsou žádné (ani zaniklé) osady, nejbližší zaniklá osada je Kangaarsuk na poloostrově Innerit, nejbližší obydlené osady jsou Upernavik Kujalleq a Nuugaatsiaq, nejbližší města Upernavik a Uummannaq.